# Marcatezza
La marcatezza è un concetto linguistico basato sul confronto tra due o più forme linguistiche: una forma marcata è una forma non basilare o meno naturale; essa si contrappone alla forma non marcata, che è la forma basilare o neutrale.

## In fonologia
Il concetto di marcatezza fu originariamente sviluppato dal Circolo linguistico di Praga, segnatamente dai Fondamenti di fonologia (1939) di Trubeckoj, in relazione agli studi sui tratti distintivi e le opposizioni fonologiche: ad esempio, l'opposizione tra [t] e [d] si fonda sul fatto che il primo suono è prodotto senza vibrazione delle corde vocali (è cioè [-sonoro]), mentre il secondo è [+sonoro]. La presenza o l'assenza di un tratto indica rispettivamente che quella forma è marcata o non marcata. Detto altrimenti, per descrivere un elemento marcato è necessario un tratto in più, mentre l'elemento non marcato è "quello di cui è necessario dire il meno possibile".
In fonologia, il concetto di marcatezza non viene applicato solo ai tratti, ma anche ai segmenti. Per un segmento, essere o meno marcato comporta delle conseguenze concrete. Ad esempio, nell'ambito dei processi di neutralizzazione, sono in genere i segmenti non marcati a sopravvivere.
La marcatezza è un concetto molto elastico e generale: ci sono infatti pochi criteri base per determinare quale forma è considerata marcata e quale no. In particolare, nella teoria generativa del linguaggio, la marcatezza (tanto dei valori di un tratto quanto dei segmenti) è fissata universalmente in base alla frequenza di distribuzione, alla presenza in diversi sistemi fonologici, al carattere dell'evoluzione fonologica, al processo di acquisizione linguistica. In concreto, i suoni non marcati (rispetto a quelli marcati):
- appaiono più frequentemente in un dato sistema fonologico;
- sono più diffusi nei vari sistemi fonologici;
- sopravvivono con più facilità nel processo di evoluzione delle lingue;
- vengono appresi per primi durante l'infanzia.

Considerazione centrale della teoria della marcatezza è, inoltre, che, se esiste un segmento marcato in un dato sistema fonologico, è estremamente probabile che esista il corrispettivo non marcato, mentre non è vero il contrario. Per esempio, se in una data lingua esistono vocali nasali (ossia con il tratto [+nasale]), molto probabilmente la stessa lingua avrà anche vocali con il tratto [-nasale] (analogo discorso per consonanti occlusive con il tratto [+sonoro]). Detto altrimenti, è altamente improbabile l'esistenza di una lingua in cui tutte le vocali siano nasali (o tutte le occlusive siano sonore), mentre non è raro il caso di lingue prive di vocali nasali.

## Estensione del significato
L'originario concetto legato alle opposizioni fonologiche si è poi ampliato, fino a coinvolgere altre discipline della linguistica, come la sintassi, la semantica e la morfologia.
Ecco alcuni esempi tratti dall'italiano:
- la parola leone è un sostantivo non marcato in italiano rispetto a leonessa: la prima parola può infatti riferirsi sia al leone maschio che alla specie del leone in generale (maschio e femmina), mentre leonessa è la forma marcata (come si vede dal suffisso -essa): potrà dunque avere solo il riferimento al femminile;
- la parola tavolo non è marcata, mentre tavolino è marcato da un'alterazione (un diminutivo, nello specifico);
- la parola alto non è marcata rispetto a basso: la domanda "Quanto è alto Luigi?" non implica necessariamente un giudizio sull'altezza di Luigi, contrariamente a "Quanto è basso Luigi?".

In altre lingue si possono avere altri casi come:
- in tedesco, la parola katze, pur di genere grammaticalmente femminile, indica indifferentemente un gatto o una gatta, mentre la parola kater, di genere grammaticalmente maschiile, indica marcatamente un gatto maschio.
- In inglese, le parole sheep, ewe e ram, indicano rispettivamente una generica pecora, indipendentemente dal sesso, una pecora femmina e un ariete.

La marcatezza non è intriseca a un concetto ma relativa alla lingua da cui proviene la parola che lo esprime; ad esempio gli aggettivi giovane e vecchio sono entrambi marcati in italiano (l'espressione d'uso comune è infatti "Quanti anni ha Pinco?" , laddove le domande "Quanto giovane è Pinco?" o "Quanto vecchio è Pinto?" lasciano, solitamente, trasparire una valutazione sia essa ironica o di ammirazione), mentre i corrispondenti aggettivi inglese young e old vedono il secondo non essere marcato (la domanda "How old is Pinco?" potrebbe essere indifferentemente usata sia che Pinco fosse un infante sia che Pinco fosse un vegliardo).
Data la tipologia sintattica di una data lingua (ad esempio, SVO), ogni costruzione con un differente ordine sintattico è marcata e rinvia ad operazioni di tematizzazione e focalizzazione. Una frase può poi essere marcata con riguardo all'intonazione, o alla dimensione testuale o pragmatica degli enunciati. Scrive Bice Mortara Garavelli:
In tal senso, una frase disposta secondo un ordine normale può essere articolata con un picco intonativo, di modo che essa finisce per essere adeguata ad un novero più limitato di contesti. Ad esempio, la frase Il fratello di Maria mi ha derubato, con intonazione non marcata, risponde alle domande Che ha fatto il fratello di Maria?, Che è successo?, Chi ti ha derubato? ecc., mentre un picco intonativo sulla i di Maria renderebbe l'enunciato adeguato a rispondere alla sola domanda Chi ti ha derubato?.
La forma di una parola che è convenzionalmente scelta come lemma, cioè come forma di citazione in un dizionario, è in genere la forma con meno (o senza) marche. Il plurale viene spesso considerato come marcato rispetto al singolare (in inglese, avremo the girl e the girls).
Come mostrano questi esempi, molto spesso la parola marcata tra i due membri di un'opposizione viene evidenziata morfologicamente, anche se non mancano gli esempi contrari.